# Lista siturilor arheologice din județul Dâmbovița - S
Lista siturilor arheologice din județul Dâmbovița - S conține toate siturile arheologice din județul Dâmbovița înscrise în Repertoriul Arheologic Național (RAN) și aflate în localități al căror nume începe cu litera S. RAN este administrat de Ministerul Culturii și Patrimoniului Național și cuprinde date științifice, cartografice, topografice, imagini și planuri, precum și orice alte informații privitoare la zonele cu potențial arheologic, studiate sau nu, încă existente sau dispărute.
Puteți căuta un sit din localitățile care încep cu litera S folosind formularul de mai jos sau puteți naviga prin toate siturile din județ la Lista siturilor arheologice din județul Dâmbovița.
| Cod RAN                                | Denumire | Localitate                                | Adresă            | Datare          | Descoperit | Coordonate | Imagine           | Erori            |
| -------------------------------------- | --- | ----------------------------------------- | ----------------- | --------------- | ---------- | ---------- | ----------------- | ---------------- |
| 66143.01.01 (Cod LMI: DB-I-s-B-17130)  | Necropola din epoca bronzului de la Sălcuța - "Avicola Titu" / ansamblu anonim (Categorie: descoperire funerară) (Tip: Necropolă tumulară) | sat Sălcuța, oraș Titu                    | Avicola Titu      |                 |            |            | Încărcați imagine | Raportați eroare |
| 67666.01.01 (Cod LMI: DB-I-s-A-17132)  | Așezarea din epoca bronzului de la Speriețeni - "Bostănărie" / ansamblu anonim (Categorie: locuire civilă) (Tip: Așezare fortificată)      | sat Speriețeni, comuna Gura Șuții         | Bostănărie        |                 |            |            | Încărcați imagine | Raportați eroare |
| 67639.01.01 (Cod LMI: DB-II-m-A-17693) | Biserica Nașterea Domnului din Săcueni / ansamblu anonim (Categorie: structură de cult/religioasă) (Tip: Biserică)                         | sat Săcueni, comuna Gura Ocniței          |                   | sec. XVII       |            |            | Încărcați imagine | Raportați eroare |
| 66429.01.01                            | Biserica de lemn de la Suseni Socetu / ansamblu anonim (Categorie: structură de cult/religioasă) (Tip: Biserică)                           | sat Suseni Socetu, comuna Bilciurești     | În vatra satului  | sec. XVIII      |            |            | Încărcați imagine | Raportați eroare |
| 66429.02.01                            | Casele boierești ale familiei Greceanu / ansamblu anonim (Categorie: locuire civilă) (Tip: Curte boierească)                               | sat Suseni Socetu, comuna Bilciurești     |                   | sec. XVIII      |            |            | Încărcați imagine | Raportați eroare |
| 67005.01.01                            | Situl arheologic de la Slobozia - "Pădurea Slobozia" / ansamblu anonim (Categorie: locuire) (Tip: Așezare)                                 | sat Slobozia, comuna Cornățelu            | Pădurea Slobozia  |                 |            |            | Încărcați imagine | Raportați eroare |
| 67005.01.02                            | Situl arheologic de la Slobozia - "Pădurea Slobozia" / ansamblu anonim (Categorie: locuire) (Tip: Siliște)                                 | sat Slobozia, comuna Cornățelu            | Pădurea Slobozia  | sec. XVII-XVIII |            |            | Încărcați imagine | Raportați eroare |
| 67880.01.01 (Cod LMI: DB-I-s-B-17131)  | Ruinele Schitului Dealul Banului-Dealul Mănăstirii de la Scheiu de Sus / ansamblu anonim (Categorie: construcție de cult) (Tip: Mănăstire) | sat Scheiu de Sus, comuna Ludești         | Dealul Mănăstirii |                 |            |            | Încărcați imagine | Raportați eroare |
| 68878.01.01                            | Biserica de lemn de la Sălcioara / ansamblu anonim (Categorie: construcție de cult) (Tip: Biserică de lemn)                                | sat Sălcioara, comuna Sălcioara           |                   | sec. XVIII      |            |            | Încărcați imagine | Raportați eroare |
| 105151.01.01                           | Așezarea din epoca bronzului de la Slobozia Moară- Matca / ansamblu anonim (Categorie: locuire) (Tip: așezare)                             | sat Slobozia Moară, comuna Slobozia Moară | Matca             |                 |            |            | Încărcați imagine | Raportați eroare |